# Кирил Сисанийски
Кирил (на гръцки: Κύριλλος, Кирилос) е гръцки духовник, първи сисанийски митрополит на Вселенската патриаршия.

## Биография
Роден е в епирското село Цепелово. През ноември 1769 година е избран и по-късно ръкоположен за митрополит в Сятища след закриването на Охридската архиепископия в 1767 година. Името му е изписано върху ктиторския надпис на „Свети Ахил“ в Пендалофос (Жупан) от 1774 година, в ктиторския надпис от „Свети Димитър“ във Влашка Блаца (Власти) от 1774 година, в протезиса на „Успение Богородично“ (1762) и в манастира „Свети Атанасий“ Ератира (Селица) от 1797 година. Кирил също допринася за построяването на манастира „Света Троица“ във Витос (Долос) от 1800 година. Според митрополит Неофит II Сисанийски  Кирил умира на 13 юли 1792 година в Сятища и е погребан в нартекса на митрополитската църква „Свети Димитър“. Източник за смъртта му са и две писма от епископ Теофил Сернийски от 1792 година, чието съдържание е свързано с новината за смъртта му и неговото наследяване.